# Miedziany Mur

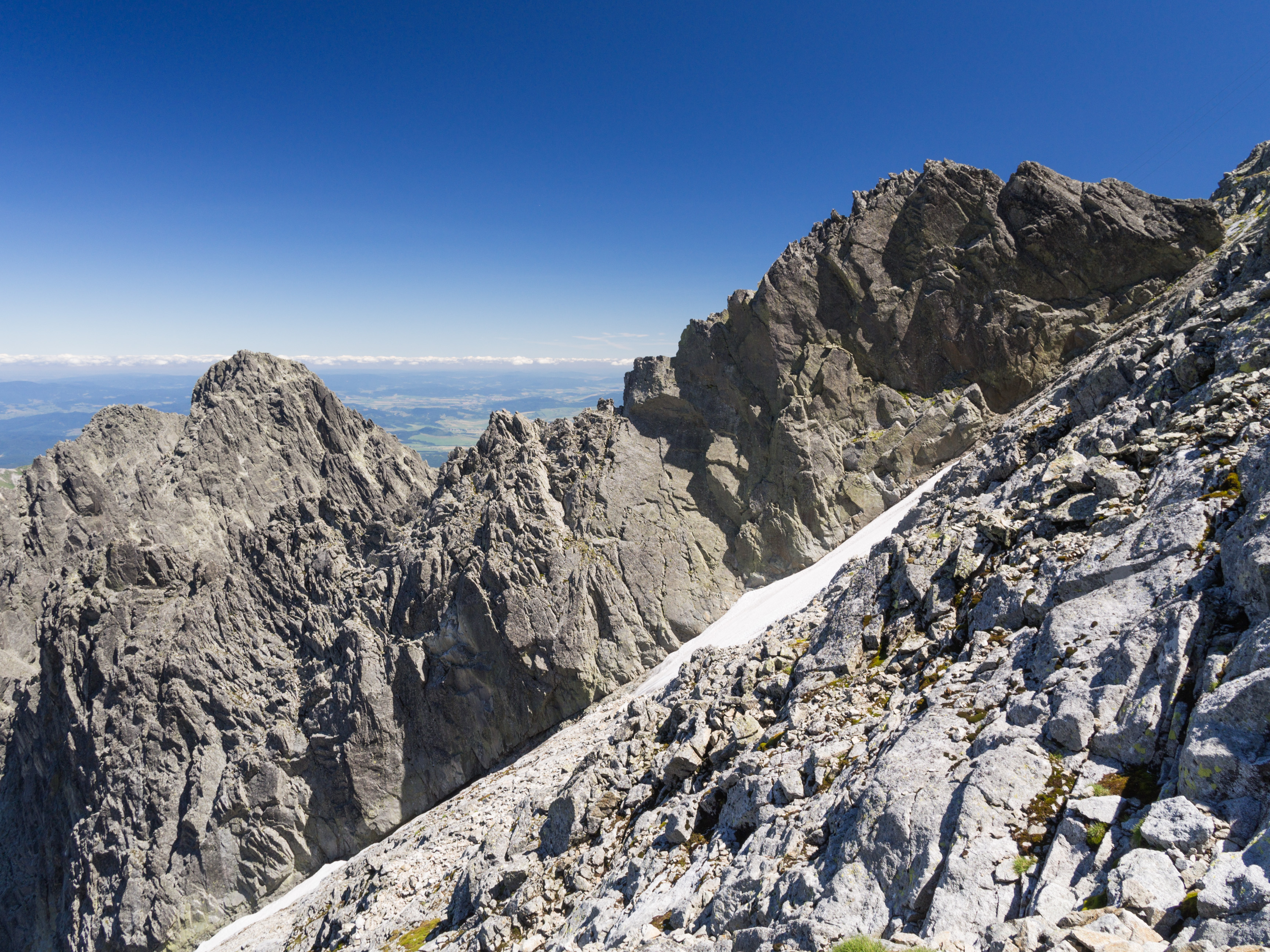
Miedziany Mur, po lewej na dalszym planie Kieżmarski Szczyt

Miedziany Mur (słow. Medený múr) – skalny mur podchodzący pod północną ścianę Łomnicy w słowackich Tatrach Wysokich, będący zakończeniem Grani Wideł od strony południowo-zachodniej. Jest pozębiony i nałożony na tę ścianę zbudowaną z wielkich płyt skalnych, od której oddziela go Wyżnia Miedziana Przełączka. Od Zachodniego Szczytu Wideł odgranicza go z kolei Niżnia Miedziana Przełączka.

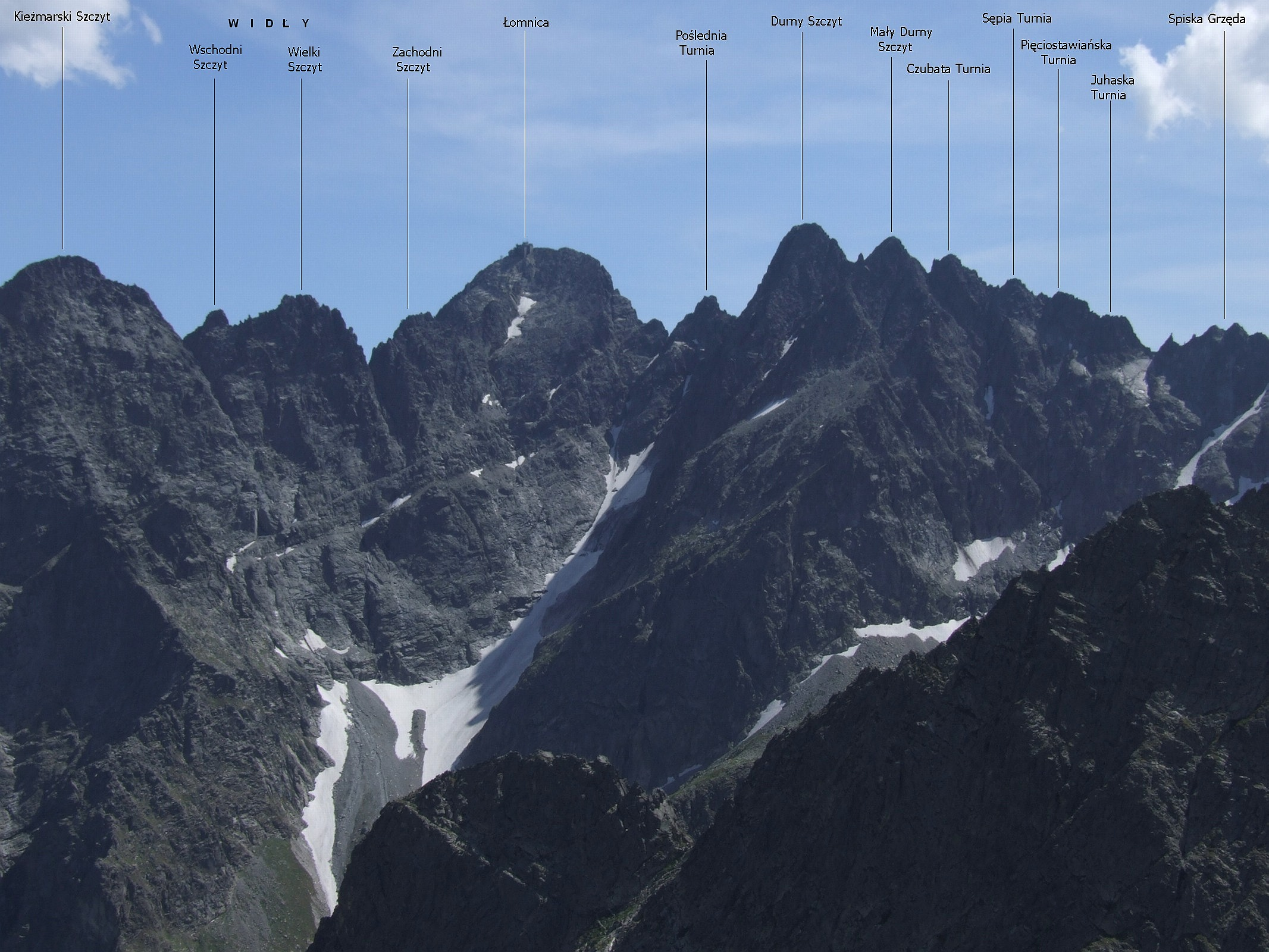
Widok z Jagnięcego Szczytu

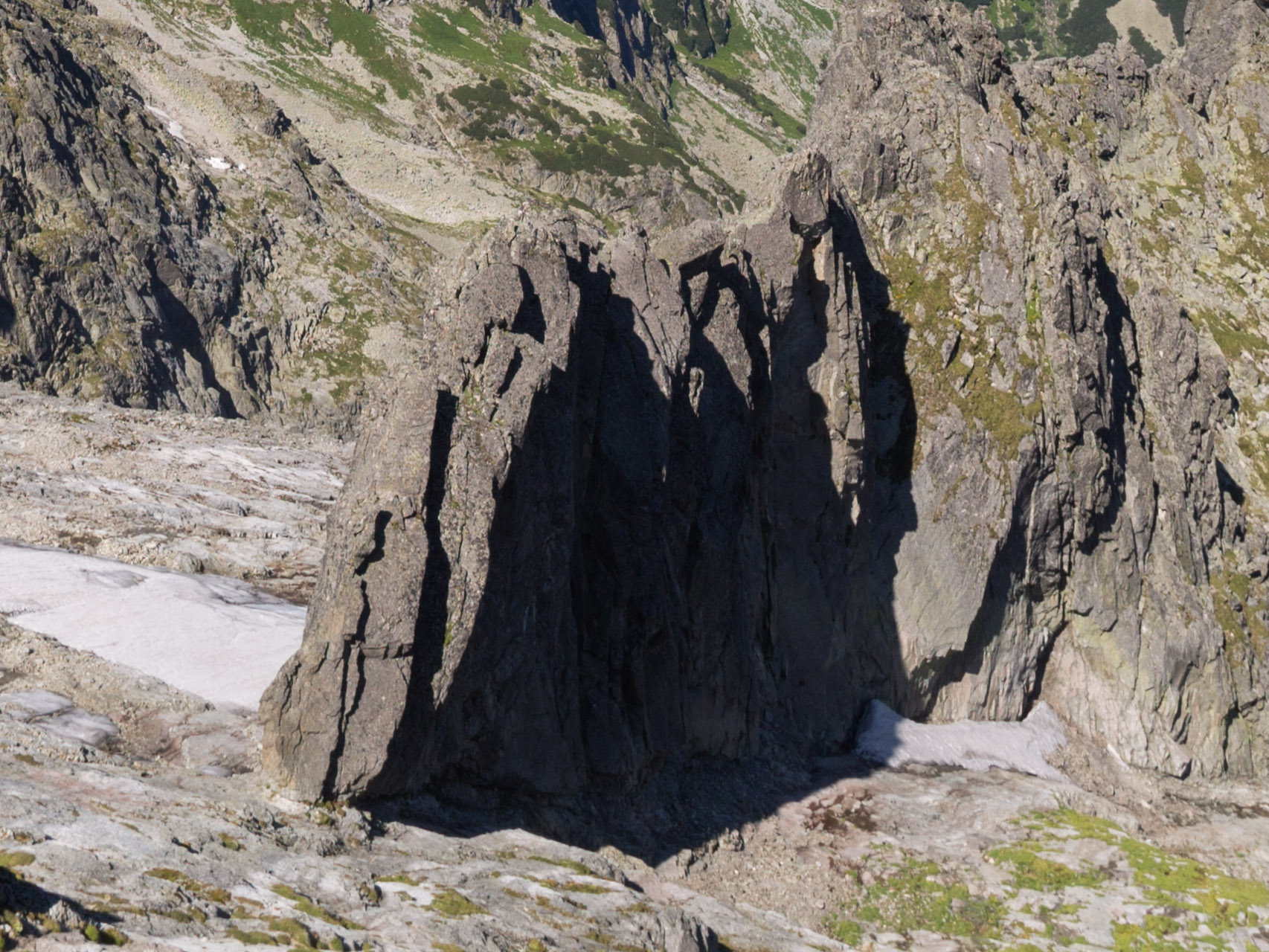
Miedziany Mur z Łomnicy

Miedziany Mur jest najwyższą częścią Grani Wideł. Dawniej był uważany za część masywu Zachodniego Szczytu Wideł, chociaż jest od niego wyższy. Jego kulminacja znajduje się tuż nad Wyżnią Miedzianą Przełączką, najniższy punkt – nad Niżnią Miedzianą Przełączką. Stoki zachodnie opadają do górnych partii Miedzianej Kotliny, wschodnie – do Cmentarzyska w Dolinie Łomnickiej.
Podobnie jak na inne obiekty w Grani Wideł, nie prowadzą na niego żadne znakowane szlaki turystyczne. Przejście granią jest możliwe dla taterników i dość trudne (II w skali UIAA).
Nazwa Miedzianego Muru pochodzi od Miedzianych Ławek, w których w XVIII wieku były prowadzone prace górnicze koordynowane przez rodzinę Fabri z Kieżmarku.

## Historia
Pierwsze wejścia:
- Zygmunt Klemensiewicz, Roman Kordys i Jerzy Maślanka, 15 sierpnia 1906 r. – letnie, przy przejściu granią,
- Gerhard Haffner, Alfred Schmidt i Matthias Nitsch, 20 kwietnia 1935 r. – zimowe[2].